# Enrique Ramírez y Ramírez
Enrique Ramírez y Ramírez (Ciudad de México, 5 de marzo de 1915-Ciudad de México, 14 de agosto de 1980) fue un político, periodista y empresario mexicano.

## Juventud
A los 14 años de edad, fue un "apasionado vasconcelista"; participó en la campaña presidencial de 1929 del filósofo y político mexicano José Vasconcelos. Posteriormente, se incorporó a la Federación de Estudiantes Revolucionarios, en la que inclusive se opuso en un principio a la reforma socialista de la educación pues consideraba que la enseñanza socialista no podía implementarse en un régimen burgués como el mexicano. En enero de 1933 fue apresado por repartir “propaganda subversiva” en Peralvillo en contra del gobierno, que en sí consistían en ejemplares de la revista Socorro Rojo que con el título “A la defensa”, criticaban al Ejército Mexicano. 
Fue golpeado, arrestado y trasladado a la procuraduría, donde exponen que era parte de una ceremonia para recordar al estudiante Juan Antonio Mella. Finalmente, Ramírez y Ramírez y los demás jóvenes comunistas fueron rescatados por su abogado Octavio Paz Solórzano. Posteriormente, cuando la FER pasó a incorporarse al Partido Estudiantil Pro-Cárdenas que dirigía Ignacio García Téllez, viajó a Morelia para exigir la sustitución de la educación laica por la socialista, la socialización de las profesiones, la implantación de la educación sexual, la desaparición de las escuelas particulares y la mejor distribución de la riqueza.

## Con el PPS
Fue miembro del Partido Popular Socialista, pronunciándose junto con Vicente Fuentes Díaz en 1952 y 1955 por una alianza con el Partido Comunista Mexicano y el Partido Obrero Campesino de México, contrariando la opinión de Vicente Lombardo Toledano, que creía mejor ir en solitario. 
Además, durante la II Asamblea Nacional Ordinaria sostuvo que los obreros debían ser la base partidaria, a diferencia de Vidal Díaz Muñoz, que sostuvo que la composición era primordialmente campesina. Ramírez y Ramírez pretendía acceder a la cima del PPS, según afirmación del propio Lombardo. Como resultado fue excluido de la dirección del partido, y en septiembre de 1958 fue expulsado del PPS junto a Rodolfo Dorantes y Celerino Cano Palacios.

## Empresario
El 26 de junio de 1962, en el cuarto año del sexenio del presidente Adolfo López Mateos, fundó Publicaciones Mexicanas, S.C.L. (sociedad cooperativa limitada), editora e impresora del periódico capitalino El Día. El primer consejo de administración de la cooperativa estuvo integrado por: Enrique Ramírez y Ramírez, presidente; Salvador Robles Quintero, secretario; y Eduardo Alonso Escárcega, tesorero.

## Con el PRI
Fue diputado a la L Legislatura del Congreso de la Unión de México del IV Distrito Electoral Federal del Distrito Federal por el Partido Revolucionario Institucional.

## Obras
- Evolución del movimiento juvenil mexicano (1966)
- El régimen de Gustavo Díaz Ordaz y el desarrollo nacional (1968)
- Testimonio de amistad: en los sesenta años de Enrique Ramírez y Ramírez: México, D.F., 5 de marzo de 1975 (1975)
- Enrique Ramírez y Ramírez: obra legislativa (1982)
- Enrique Ramírez y Ramírez: Conferencias, 1947-1966 (1992)
- La vida, el trabajo y la lucha de Vicente Lombardo Toledano en la historia de México (2004)